# Schlossmuseum Burgdorf

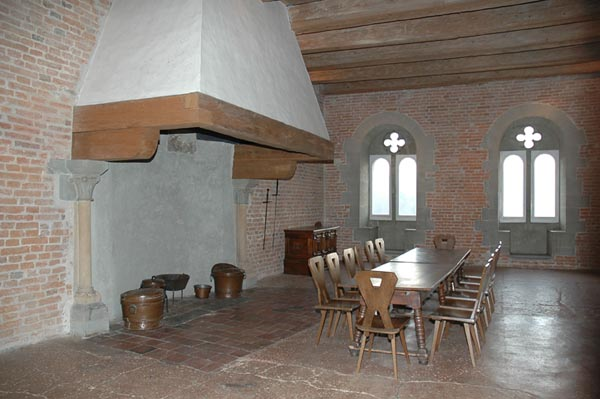
Rittersaal im Schlossmuseum Burgdorf

Das Schlossmuseum Burgdorf war ein 1886 eröffnetes Museum im Schloss Burgdorf (Burgdorf, Kanton Bern), das mit Objekten, Bildern und Dokumenten die Geschichte der Stadt und ihres Umlandes vom Hochmittelalter bis ins 20. Jahrhundert nachzeichnet und berühmte Persönlichkeiten darstellt, die in Burgdorf lebten und wirkten.
Die Existenz des Schlossmuseums Burgdorf war einer Gruppe geschichtsinteressierter Bürger zu verdanken, die verhinderten, dass der Kanton Bern den Rittersaal und die angrenzende Burgkapelle zu Gefängniszellen umbaute. Dank der Intervention dieser Bürger verzichtete der Regierungsrat schliesslich auf sein Projekt, und so konnte Max Fankhauser, der erste Präsident des Rittersaalvereins, im Jahr 1886 das Museum eröffnen. Es handelte sich dabei um eine Pioniertat, denn diese Einrichtung entstand noch vor den grossen Museen der Schweiz.
Nach einem grösseren Schlossumbau und der Zusammenlegung mit dem Museum für Völkerkunde Burgdorf und dem Helvetisches Goldmuseum Burgdorf wurde die Nachfolgeorganisation Museum Schloss Burgdorf am selben Standort gegründet.

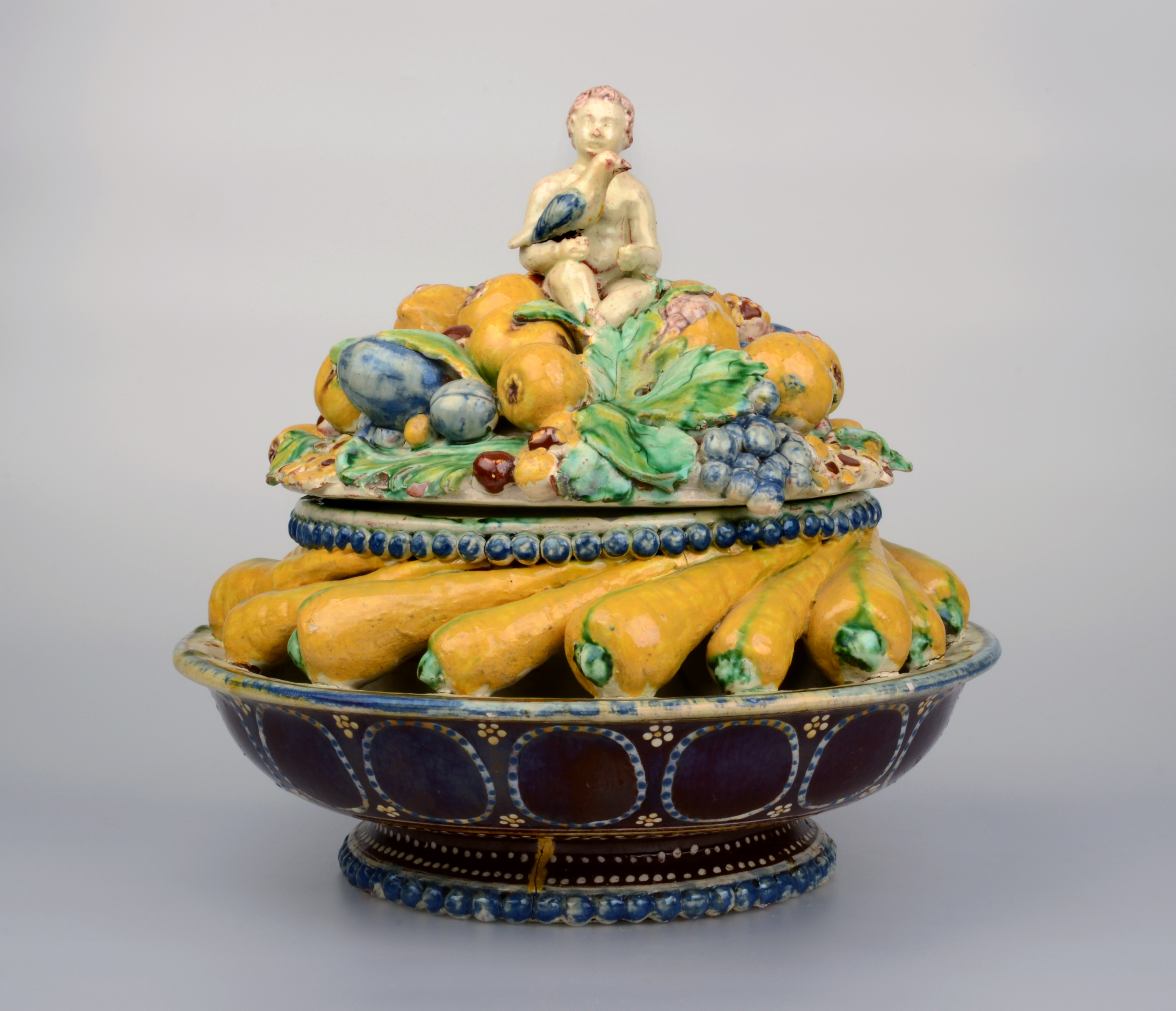
Langnauer „Hochzeitsschüssel“, Terrine oder Schauessen, um 1800 aus dem Schlossmuseum Burgdorf
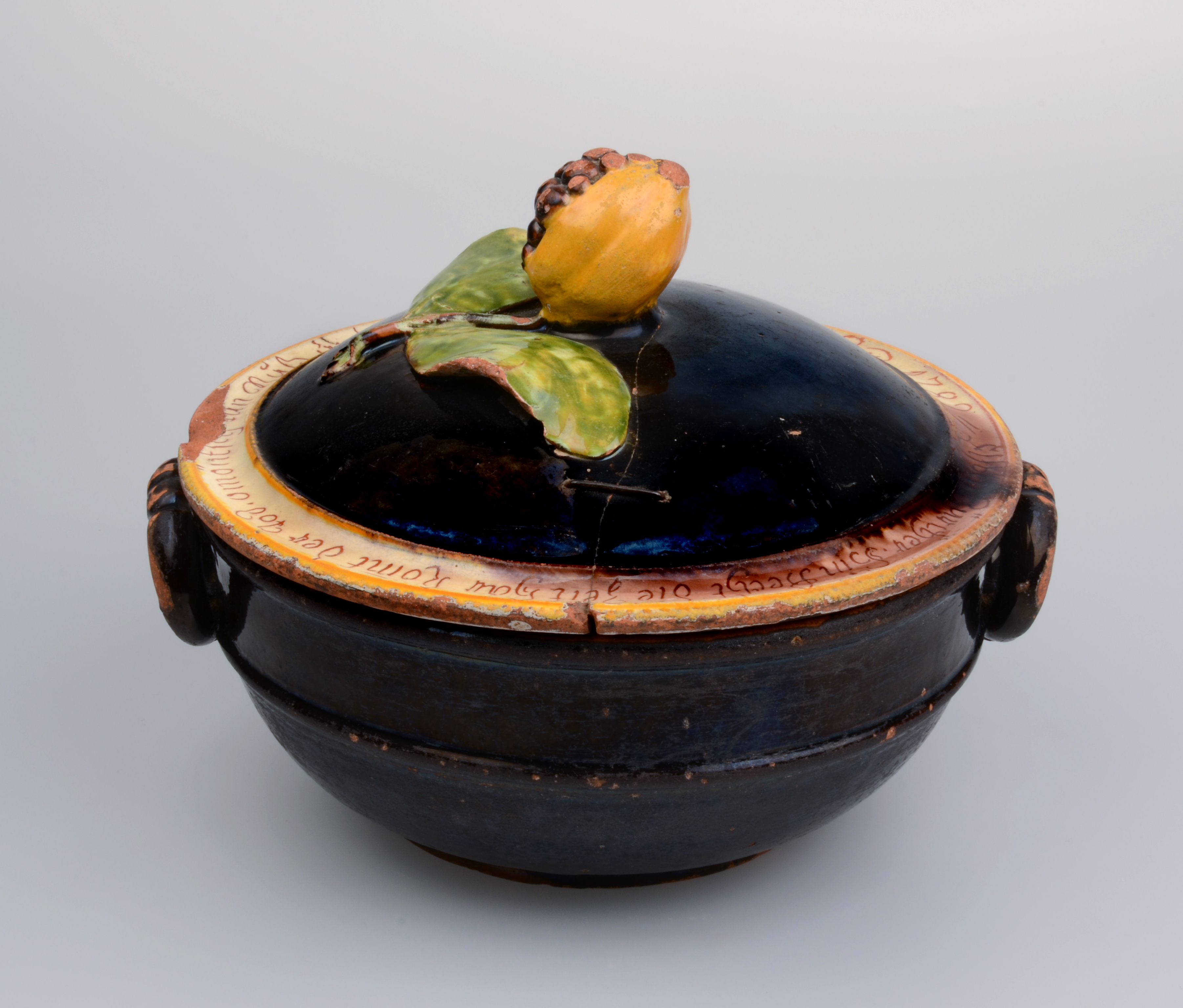
Langnauer Terrine mit Granatapfelgriff, 1782 aus dem Schlossmuseum Burgdorf